# Richard Lange
Richard Lange (Oakland, 1961) è uno scrittore statunitense.

## Biografia
Nato nel 1961 a Oakland e cresciuto in piccole città della California Central Valley, si è laureato alla Morro Bay High School specializzandosi in tecniche cinematografiche all'University of Southern California.
Dopo aver segnato inglese per la Berlitz School of Languages a Barcellona, ha lavorato per la Larry Flynt Publications diventando editore della rivista heavy-metal RIP.
Insignito nel 2009 del prestigioso Guggenheim Fellowship, nel 2014 il suo romanzo Angel Baby ha ricevuto l'Hammett Prize.

## Opere

### Romanzi
- This Wicked World (2009)
- Angel Baby (2013), Torino, Einaudi, 2014 traduzione di Cristiana Mennella ISBN 978-88-06-21635-1.
- The Smack (2017)

### Racconti
- Come morti (Dead Boys, 2007), Torino, Einaudi, 2008 traduzione di Cristiana Mennella ISBN 978-88-06-18988-4.
- Sweet Nothing (2015)

## Alcuni riconoscimenti
- Guggenheim Fellowship: 2009
- Hammett Prize: 2014 per Angel Baby